# 74式特大型トラック

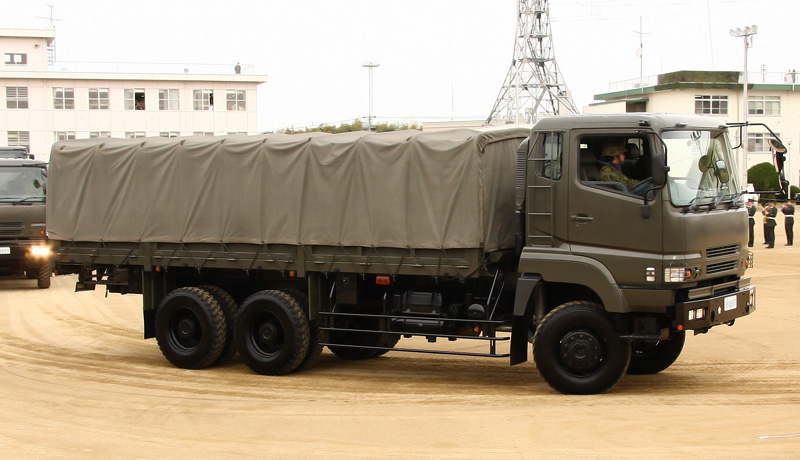
7tトラック

74式特大型トラック（ななよんしきとくおおがたトラック）は、陸上自衛隊で使用されている輸送車両である。

## 概要

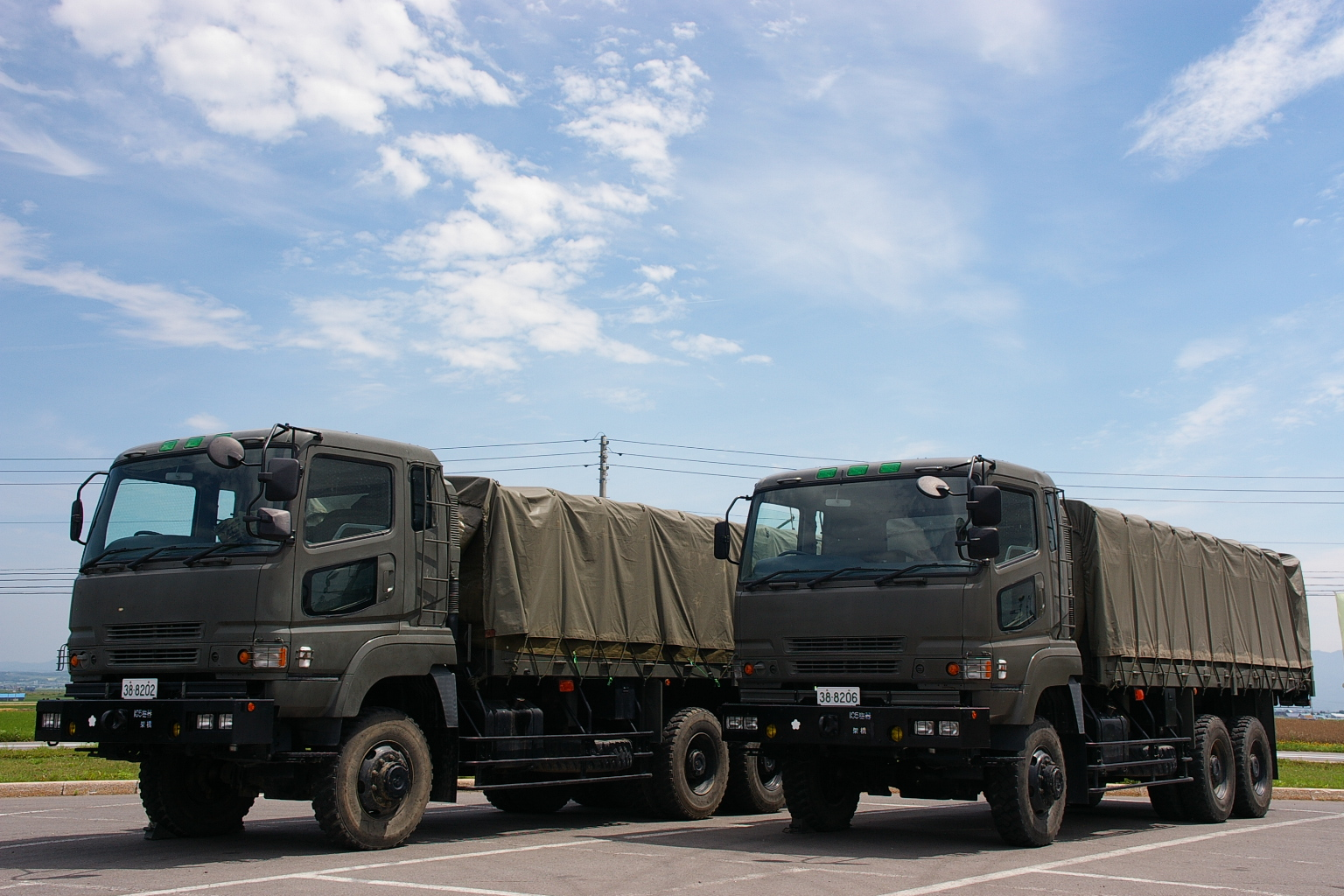
7tトラック(パネル橋MGB用)バンパーにフックが取り付けられている

1974年（昭和49年）に制式化された。現在では1/2tトラック同様、モデルチェンジを容易にして調達単価削減を図るために制式化せず、7tトラックという名称で調達されている。また、ベースとなった三菱ふそう・スーパーグレートのモデルチェンジの影響で、調達年度によって若干仕様（形状）が異なっている場合がある。
三菱ふそうのFシリーズ、ザ・グレートおよびスーパーグレートをベース車両としているが、陸上自衛隊の要求性能に合わせるため総輪駆動(AWD)にし、最低地上高を高くするなど車体やエンジン、ヘッドライトの位置などが改造・変更されている。ただし、灯火類の保安装置はベース車両に準じている。
基本型の7tトラックのほか小回りをよくするために全長を若干短くした「7tトラック(短)」や車体前方のバンパーにフック（橋体の押出用）がつけられた「7tトラック(パネル橋MGB用)」がある。さらに、陸上自衛隊の他のトラック同様多数の派生型が存在する。

主に師団（旅団）の後方支援連隊（後方支援隊）の輸送隊に配備されている。

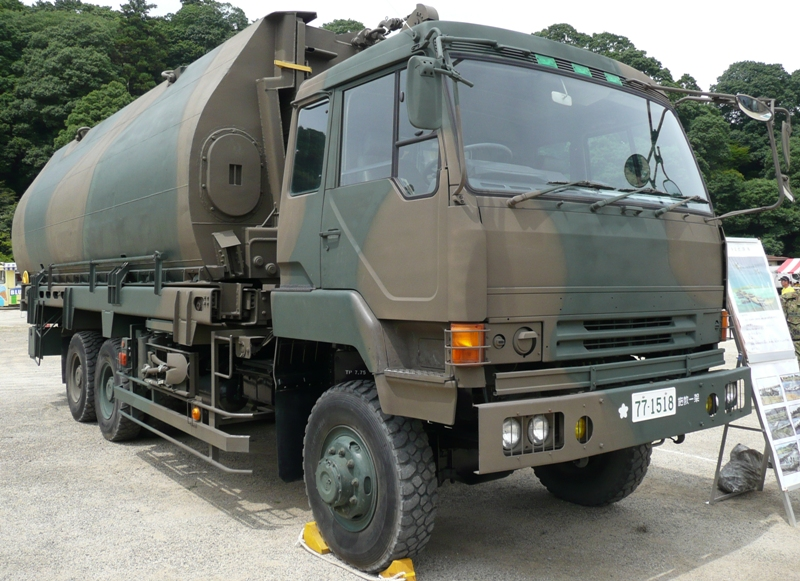
92式浮橋を搭載した74式特大型トラック

## 派生型
- 重レッカ
- 特大型ダンプ
- 中砲けん引車
- 81式自走架柱橋
- 92式浮橋
- 07式機動支援橋
- 対砲レーダ装置 JTPS-P16
- 10000リットル燃料タンク車

## 性能諸元
- 全長：9.339m
- 全幅：2.49m
- 全高：3.16m
- 車両重量：10,990kg
- 標準積載量：7,000kg
- 最大積載量（路上）：10,000kg
- 最高速度：95km/h
- 出力：355ps
- 製作：三菱ふそう(～2002年：三菱自動車工業、 2003年～：三菱ふそうトラック・バス)

## 登場作品

### アニメ・漫画
『老後に備えて異世界で8万枚の金貨を貯めます』
コミック版で、地球の傭兵団「ウルフファング」が保有する輸送車両として登場する。